# تشارلز آلفين بيكويث
تشارلز آلفين بيكويذ (بالإنجليزية: Charles Alvin Beckwith)‏ هو عسكري أمريكي، ولد في 22 يناير 1929 في أتلانتا في الولايات المتحدة، وتوفي في 13 يونيو 1994 في أوستن في الولايات المتحدة.